# 北四家乡
北四家乡，是中华人民共和国辽宁省朝阳市北票市下辖的一个乡镇级行政单位。

## 行政区划
北四家乡下辖以下地区：
北四家子村、王增店村、东荒村、陶家沟村、克洛湾村、大力虎村、三道梁村和上台子村。